# José María Echevarría
José María Echevarría Ayestarán, né le 30 octobre 1920 à Algorta (quartier de Getxo) et mort le 25 octobre 1966 à Leza, était un footballeur espagnol des années 1940.

## Biographie
Formé au pays basque, José María Echevarría fut gardien de but de l'Athletic Bilbao et débuta en équipe première le 10 décembre 1939, contre le FC Séville, qui se solda par un match nul (3-3).
Lors de la saison 1940-1941, l'Athletic Bilbao termina vice-champion de la Liga, et José María Echevarría fut récompensé du Trophée Zamora, ayant encaissé 21 buts en 18 matchs. Sa performance lui permit de porter une seule fois le maillot de la Roja, le 12 janvier 1941, contre le Portugal, qui se solda par un match nul (2-2). Cela constitue sa première et unique sélection.
Lors de la saison 1942-1943, il fit le doublé championnat-coupe avec son club. Après 59 matchs en club, il arrêta sa carrière en 1943 à cause d'une maladie pulmonaire.

## Clubs
- 1939-1943 :  Athletic Bilbao

## Palmarès
- Trophée Zamora
  - Récompensé en 1941
- Championnat d'Espagne de football
  - Champion en 1943
  - Vice-champion en 1941
- Coupe d'Espagne de football
  - Vainqueur en 1943
  - Finaliste en 1942